# Panonska jezera
Panonska jezera su slana veštačka jezera u Tuzli.
Prvo jezero napravljeno je 2003, a drugo 2006. godine. U kompleksu Panonskih jezera nalazi se i Sojeničko neolitsko naslje, sportski tereni, slani slapovi te mnogi drugi sadržaji. Jezera se nalaze u centru Tuzle.
Panonska jezera predstavljaju jedinstvene primjere slanih jezera u Evropi, te imaju ljekovita svojstva zahvaljujući sadržaju soli i drugih minerala. Voda u jezerima neprestano kruži, i prečišćava se pješčanim filterima.